# 赫塔号护卫舰
赫塔号是普鲁士海军建造的阿科纳级护卫舰的四号舰，得名于日耳曼神祇那瑟斯的误称。作为19世纪50年代普鲁士大规模造舰计划的一部分，该舰于1860年开始在但泽王国船厂铺设龙骨，1864年10月下水，至1865年11月交付使用。为了能在海外长期部署，赫塔号的设计结合了蒸汽和风帆动力以扩大航程，并装备有二十八门36磅滑膛炮。它最初被定型为盖甲板护卫舰，自1884年起又重归类为巡洋巡防舰。
赫塔号在服役生涯中曾进行过多次海外巡航。1865年入役后，它首先被派往希腊代表普鲁士参加希腊国王乔治一世的加冕庆典。自1869年起，该舰又前往东亚担任驻地舰，因此在普法战争期间，它被更具优势的法国军舰封锁在横滨，无缘参战。1872年归国后，赫塔号转而担任海军学员的教学舰，并以此身份继续开展海外长途拉练，包括东亚、南太平洋和非洲等地。该舰于1884年8月正式从海军名录中除籍，之后充当贮煤废船使用，直至1902年拆解报废。

## 设计
19世纪50年代，随着普鲁士的对外贸易在全球范围内扩张，亟需采购以螺旋桨推进方式的机帆动力并用、木制结构军舰来维护其在海外市场上的利益活动。为此，普鲁士海军决定以从英国置换而来的风帆巡防舰忒提斯号为蓝本设计阿科纳级护卫舰，使之不仅配备蒸汽动力的技术创新，而且还配备具有相应大巡航半径的传统航行设施，能够胜任所谓的“驻地舰”职责。它们将主要担负保护海外居留侨民和海外警备任务。
赫塔号的水线长和全长分别为65.50米和73.32米，有12.9米的舷宽以及5.52米的前吃水和6.53米的后吃水；其设计排水量为2,113吨，满载时则可达2,504吨。标准船员编制为35名军官和345名水兵。由于当时国产主机的质量不佳，军方遂直接向英国的约翰·佩恩父子采购了一台卧式两缸单胀往复式蒸汽机提供动力，用以驱动一副直径为4.8米的双叶螺旋桨。蒸汽则由四座燃煤箱型火管锅炉供应，这使得它在1,580匹指示馬力（1,180千瓦特）额定功率下的最高航速可达11.7節（21.7每小時），并且能够以11節（20每小時）的速度连续航行1,350海里（2,500）。为了在煤炭可能稀缺的海外长期部署时作为蒸汽机的辅助动力，赫塔号还配备有一套总帆面积为2,200平方米的全帆装索具。
赫塔号装备有二十八门68磅滑膛炮，均为前装式。自1869年起，这些火炮又被替换为十七门150毫米22倍径后装式箍炮和两门125毫米23倍径箍炮。

## 服役历史
赫塔号于1860年开始在但泽的王国船厂铺设龙骨，但由于资金和木材供应问题，建设进度被一再推迟。它于1864年10月1日下水，至1865年11月1日竣工。投入舰队服役后，该舰首先被派往地中海，代表普鲁士参加希腊国王乔治一世的加冕庆典。
1869年，赫塔号被派往东亚，成为继美杜莎号护卫舰之后，部署至当地的第二艘驻地舰。自那时起，海军上校海因里希·科勒尔便一直担任该舰指挥官，直到他于1873年晋升海军少将。去程途中，赫塔号参加了苏伊士运河的开通仪式，使其成为首批通过运河的舰船之一。而当1871年普法战争爆发期间，该舰正驻扎在日本，与美杜莎号一同更具优势的法国军舰封锁在横滨港，从而无缘参战。它于1872年从亚洲返德，然后改作海军学员的教学舰，并以此身份继续开展海外长途拉练。1874年3月至1876年6月，赫塔号隶属于爱德华·冯·克诺尔指挥的东亚分舰队。
从1874年到1877年，赫塔号进行了前往东亚和南太平洋的长途航行。此行的目的之一是与德国领事共同缔结德意志帝国与萨摩亚和汤加群岛的最惠国条约。1876年11月1日，两国代表在汤加塔布岛的努库阿洛法登上赫塔号，签署了德意志帝国与汤加的友好条约。海军军需官古斯塔夫·阿道夫·里默当时跟舰服役，他为赫塔号之行的各个经停点拍摄了大量照片。他的一些照片后来在奥古斯特·福尔曼制作的帝王全景仪中以“赫塔号之旅”（die Hertha-Reise）为标题展出。
在1880年至1882年间，赫塔号展开了广泛的训练航行，分别前往东亚（1881年6月至1882年3月）、南太平洋和非洲。1882年6月，它在桑给巴尔受到苏丹巴伽什·本·赛义德的登舰访问，然后前往达荷美，在那里与达荷美王国进行了有利于德国贸易利益的谈判。1884年8月12日，该舰于正式从海军名录中除籍，之后在基尔充当鱼雷艇的贮煤废船使用，直至1902年以45,600金马克的价格售至斯维内明德拆解报废。其舰艏饰则被保留了下来，现存于德国航运博物馆。